# Elementos del grupo 11
El grupo 11 de la tabla periódica lo comprenden los elementos cobre (Cu), plata (Ag), oro (Au), roentgenio (Rg).
Los tres metales (Oro, cobre y plata) son denominados "metales de acuñar", aunque no es un nombre recomendado por la IUPAC.
Son relativamente inertes y difíciles de corroer. De hecho los tres existen en forma de elemento en la corteza terrestre y no se disuelven en ácidos no oxidantes y en ausencia de oxígeno. Se han empleado ampliamente en la acuñación de monedas, y de esta aplicación proviene el nombre de metales de acuñar. El cobre y el oro son de los pocos metales que presentan color.
Aparte de sus aplicaciones monetarias o decorativas, tienen otras muchas aplicaciones industriales debido a algunas de sus excelentes propiedades. Son muy buenos conductores de la electricidad (los más conductores de todos los metales son la plata, el cobre y el oro, en este orden). La plata también es el elemento que presenta una mayor conductividad térmica y mayor reflectancia de la luz. Además, la plata tiene la poco común propiedad de que la capa que se forma al oscurecer sigue siendo conductora de la electricidad.
El cobre también se emplea ampliamente en cables eléctricos y en electrónica. A veces se emplean contactos de oro en equipos de precisión. En ocasiones también se emplea la plata en estas aplicaciones, y también en fotografía, agricultura (sobre todo el cobre en formulaciones de fungicidas), medicamentos, equipos de sonido y aplicaciones científicas.
Estos metales son bastante blandos y no soportan bien el uso diario de las monedas, desgastándose con el tiempo. Por esto deben ser aleados con otros metales para conseguir monedas más duraderas, más duras y más resistentes al desgaste.

## Historia
Todos los elementos del grupo, excepto el roentgenio, se conocen desde la prehistoria, ya que todos ellos se presentan en forma metálica en la naturaleza y no es necesaria la metalurgia de extracción para producirlos.
El cobre se conocía y se utilizaba alrededor del año 4000 a. C. y muchos objetos, armas y materiales se fabricaban y utilizaban con cobre.
Los primeros indicios de extracción de plata se remontan al año 3000 a. C., en Turquía y Grecia, según la RSC. Los antiguos incluso descubrieron cómo refinar la plata.
El primer metal del que se tiene constancia que fue empleado por el ser humano parece ser el oro, que puede encontrarse libre o "nativo". Se han encontrado pequeñas cantidades de oro natural en cuevas españolas utilizadas durante el Paleolítico tardío, c. 40 000 a. C. Los artefactos de oro hicieron su primera aparición al principio del periodo predinástico en Egipto, a finales del quinto milenio a. C. y principios del cuarto, y la fundición se desarrolló en el transcurso del cuarto milenio; los artefactos de oro aparecen en la arqueología de la Baja Mesopotamia durante los primeros años del cuarto milenio.
El roentgenio se fabricó en 1994 bombardeando átomos de níquel-64 en bismuto-209 para hacer roentgenio-272.

Los metales
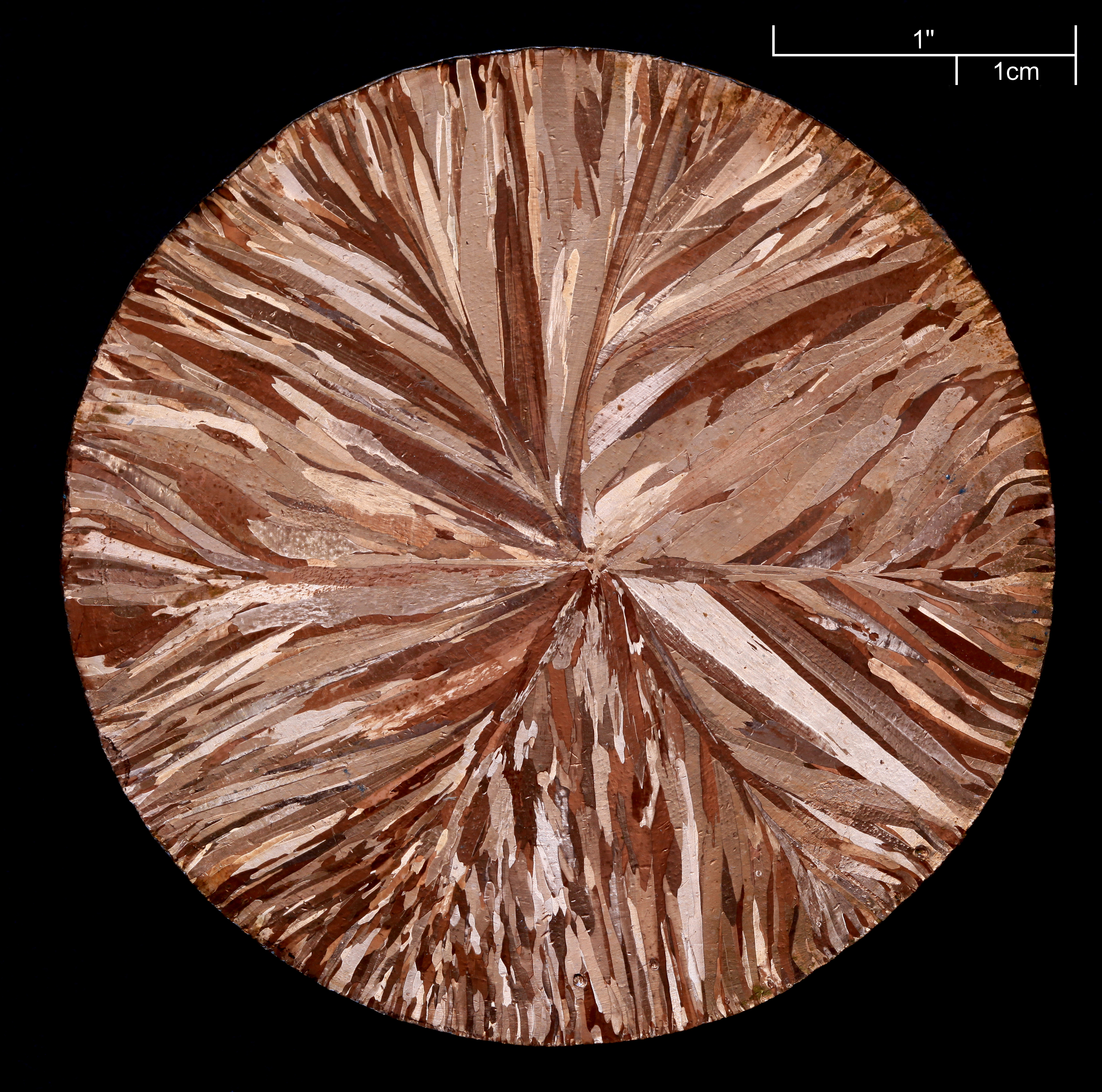
cobre, 99,95%
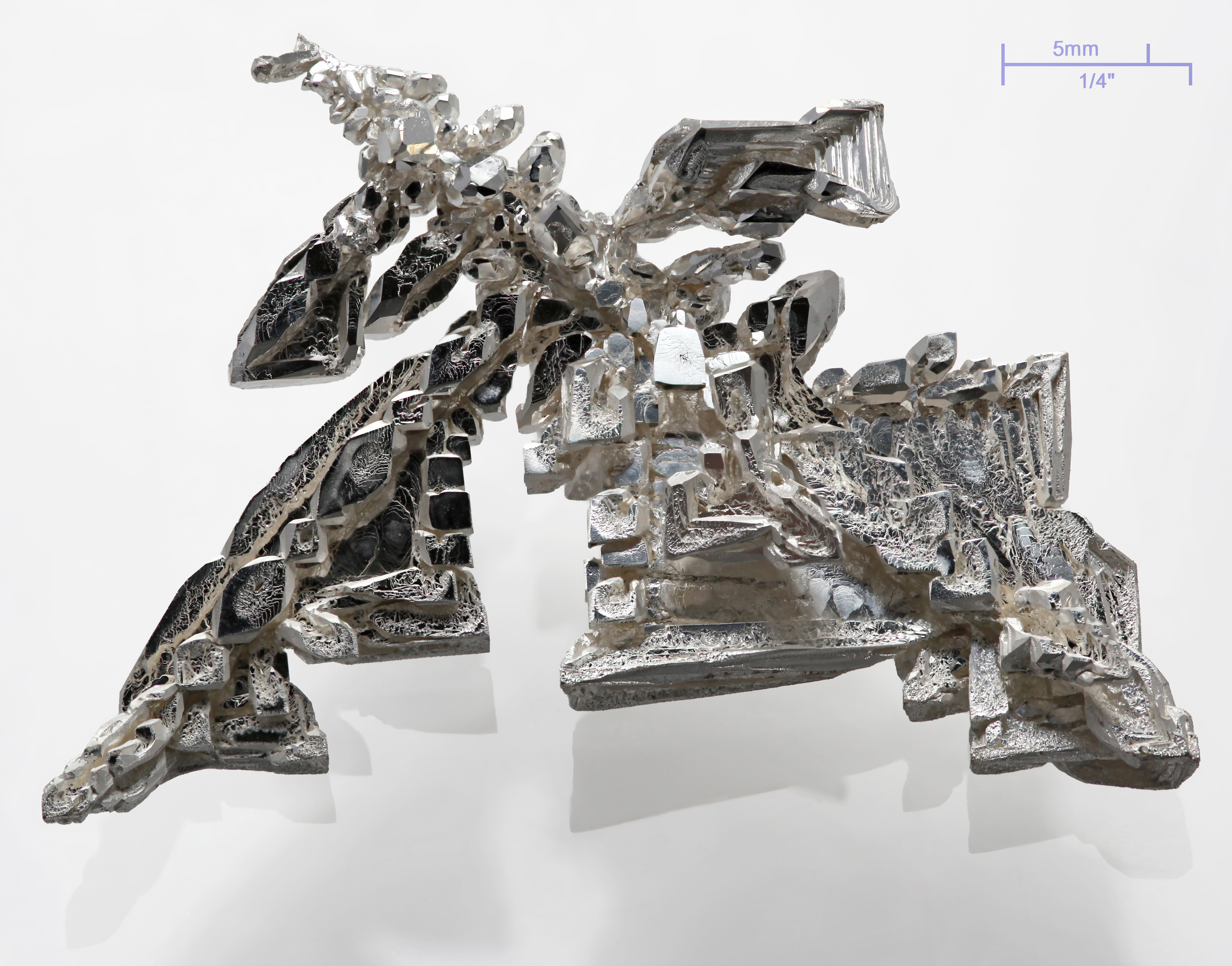
plata, >99,95%
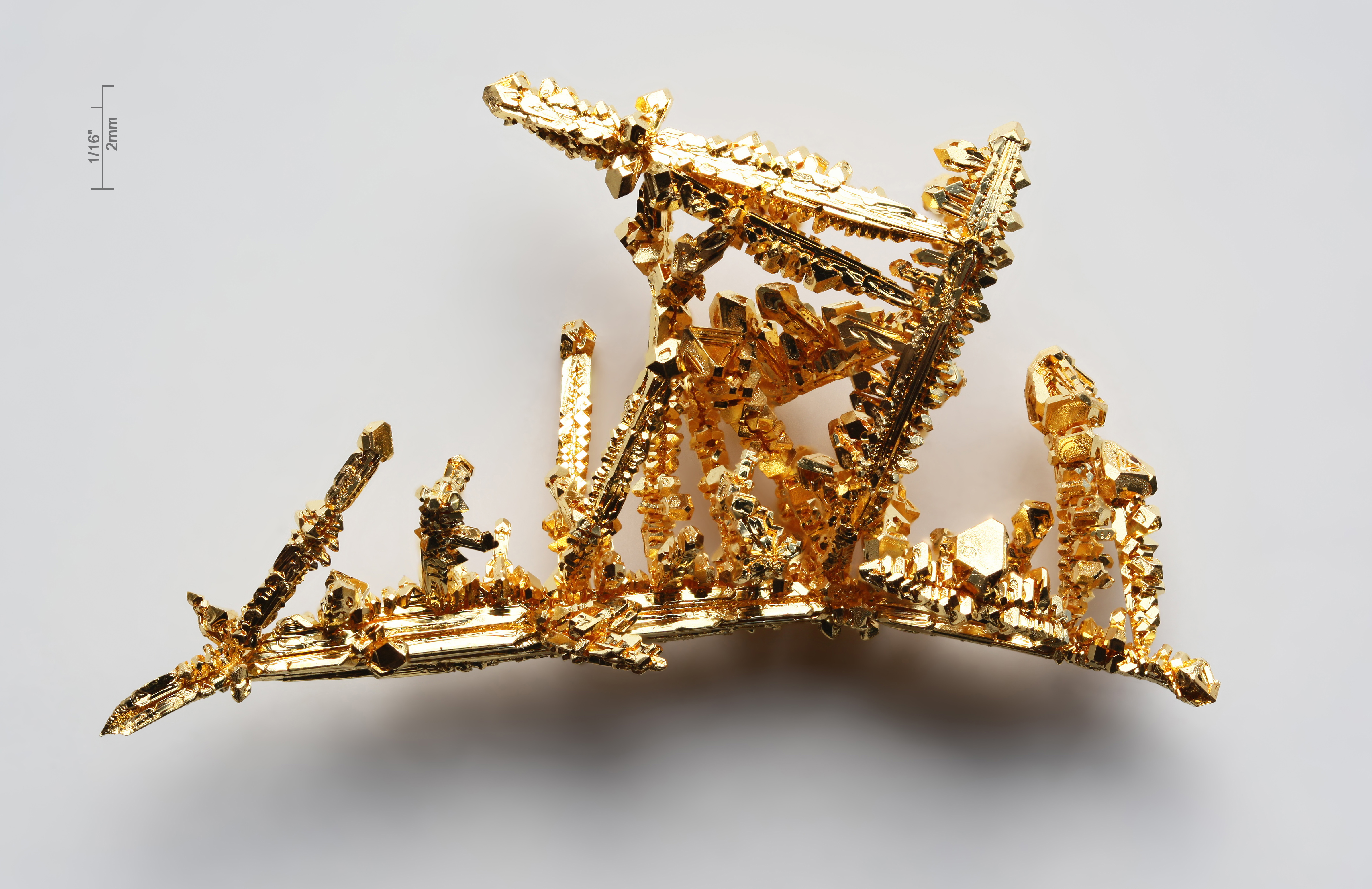
oro, ≈99,99%

| Níquel ← Cobre → Zinc   | Níquel ← Cobre → Zinc |
| ----------------------- | --------------------- |
| Nombre, símbolo, número | Cobre, Cu, 29         |
| Serie química           | Metales de transición |
| Grupo, período, bloque  | 11, 4, d              |
| Masa atómica            | 63,546 u              |

| Paladio ← Plata → Cadmio  | Paladio ← Plata → Cadmio |
| ------------------------- | ------------------------ |
| Serie química             | Metales de transición    |
| Grupo, período, bloque    | 11, 5, d                 |
| Masa atómica              | 107,8683 u               |
| Configuración electrónica | [Kr]4d10 5s1             |

| Platino ← Oro → Mercurio | Platino ← Oro → Mercurio |
| ------------------------ | ------------------------ |
| Nombre, símbolo, número  | Oro, Au, 79              |
| Serie química            | Metales de transición    |
| Grupo, período, bloque   | 11, 6, d                 |
| Masa atómica             | 196,966569(4) u          |

- Los metales
- cobre, 99,95%
- plata, >99,95%
- oro, ≈99,99%

## Cobre
El cobre (Cu), es un elemento químico, metal rojizo y extremadamente dúctil del grupo 11 (Ib) de la tabla periódica que es un muy buen conductor de la electricidad y el calor. El cobre se encuentra en estado metálico libre en la naturaleza. El cobre nativo fue utilizado por primera vez (c. 8000 a. C..) como sustituto de la piedra por los humanos del Neolítico. La metalurgia apareció en la Mesopotamia cuando el cobre se fundió en moldes (c. 4000 a. C..), se redujo a metal a partir de minerales con fuego y carbón vegetal, y se aleó con estaño obteniendo bronce (c. 3500 a. C.). El suministro romano de cobre procedía casi en su totalidad de Chipre. Se conocía como aes Cyprium, "metal de Chipre", acortado a cyprium y posteriormente transformado a cuprum.
El cobre se encuentra en muchos lugares como mineral primario en lavas basálticas y también reducido a partir de compuestos de cobre, como sulfuros, arseniuros, cloruros y carbonatos. El cobre aparece combinado en muchos minerales, como la calcocita, la calcopirita, la bornita, la cuprita, la malaquita y la azurita. Está presente en las cenizas de las algas, en muchos corales marinos, en el hígado humano y en muchos moluscos y artrópodos. El cobre desempeña la misma función de transporte de oxígeno en la hemocianina de los moluscos y crustáceos de sangre azul que el hierro en la hemoglobina de los animales de sangre roja. El cobre presente en los humanos como oligoelemento ayuda a catalizar la formación de la hemoglobina. Un yacimiento de pórfidos de cobre en la cordillera de los Andes de Chile es el mayor depósito conocido de este mineral. A principios del siglo XXI, Chile se había convertido en el primer productor mundial de cobre. Otros grandes productores son Perú, China y Estados Unidos.

## Plata
La plata (Ag) es un elemento químico brillante, blanco cuyo número atómico 47. Es un metal de transición blando, blanco y brillante que presenta la conductividad eléctrica, la conductividad térmica y la reflectividad más altas de cualquier metal. El metal se encuentra en la corteza terrestre en estado puro, forma elemental libre ("plata nativa"), como aleación con oro y otros metales, y en minerales como argentita y clorargirita. La mayor parte de la plata se produce como subproducto del cobre, el oro, el plomo y el zinc.
La plata se ha valorado durante mucho tiempo como metal precioso. El metal de plata se utiliza en muchas monedas y lingotes, a veces junto al oro: aunque es más abundante que el oro, es mucho menos abundante como metal nativo. Su pureza suele medirse en por mil; una aleación con un 94% de pureza se describe como "0,940 fino". Como uno de los siete metales de la antigüedad, la plata ha tenido un papel perdurable en la mayoría de las culturas humanas.
Además de en moneda y como medio de inversión (monedas y lingotes), la plata se utiliza en paneles solares, filtración de agua, joyería, ornamentos, vajillas y utensilios de gran valor (de ahí el término "vajilla de plata"), en contactos eléctricos y conductores, en espejos especializados, revestimientos de ventanas, en catálisis de reacciones químicas, como colorante en vidrieras y en repostería especializada. Sus compuestos se utilizan en fotográfica y película de rayos X. Las soluciones diluidas de nitrato de plata y otros compuestos de plata se utilizan como desinfectantes y microbiocidas (efecto oligodinámico), y se añaden a vendajes, apósitos, catéteres y otros instrumentos médicos.

## Oro
El oro (Au) es un elemento químico con el número atómico 79. En estado puro, es brillante, ligeramente amarillo anaranjado, denso, blando, maleable y dúctil. metal. Químicamente, el oro es un metal de transición, un elemento del grupo 11 y uno de los metales nobles. Es uno de los elementos químicos menos reactivos, siendo el segundo más bajo de la serie de reactividad. Es sólido a condiciones estándar.
El oro se presenta a menudo en elemento libre (estado nativo), en forma de pepita de oro, pepitas o granos, en roca, vena y yacimiento aluvial. Se encuentra en series de soluciones sólidas con el elemento nativo plata (como en el electrum), naturalmente aleado con otros metales como el cobre y el paladio, e inclusiones minerales como en la pirita. Con menor frecuencia, se presenta en minerales como compuestos de oro, a menudo con telurio (telururo de oro).
El oro es resistente a la mayoría de los ácidos, aunque se disuelve en agua regia (una mezcla de ácido nítrico y ácido clorhídrico), formando un tetracloroaurato anión soluble. anión soluble. El oro es insoluble en ácido nítrico solo, que disuelve la plata y los metales comunes, una propiedad utilizada durante mucho tiempo para refinar el oro y confirmar la presencia de oro en sustancias metálicas, dando lugar al término 'prueba del ácido'. El oro se disuelve en soluciones alcalinas de cianuro, que se utilizan en minería y galvanoplastia. El oro también se disuelve en mercurio, formando aleaciones de amalgama, y como el oro actúa simplemente como soluto, no se trata de una reacción química.
Un elemento relativamente raro, El oro es un metal precioso que se ha utilizado para monedas, joyas y otras obras de arte a lo largo de la historia. En el pasado, a menudo se aplicaba un patrón oro como política monetaria. Las monedas de oro dejaron de acuñarse como moneda circulante en la década de 1930, y el patrón oro mundial fue abandonado por un sistema de moneda fiduciaria tras las medidas del shock de Nixon de 1971.

## Roentgenio
El roentgenio (Rg) es un elemento químico sintético; su número atómico es 111. Es extremadamente radiactivo y sólo puede crearse en un laboratorio. El isótopo más estable conocido, el roentgenio-282, tiene una semivida de 120 segundos, aunque el no confirmado roentgenio-286 puede tener una semivida más larga de unos 10,7 minutos. El roentgenio fue creado en 1994 por el Centro Helmholtz de Investigación de Iones Pesados GSI cerca de Darmstadt, Alemania. Debe su nombre al físico Wilhelm Röntgen (también deletreado Roentgen), descubridor de los rayos X. Sólo se han sintetizado unos pocos átomos de roentgenio, y no tienen ninguna aplicación práctica.
En la tabla periódica, es un bloque d elemento transactínido. Es un miembro del 7º período y se sitúa en el grupo 11 de elementos, aunque no se han realizado experimentos químicos que confirmen que se comporta como el homólogo más pesado del oro en el grupo 11 como noveno miembro de la serie 6d de metales de transición. Se calcula que el roentgenio tiene propiedades similares a las de sus homólogos más ligeros, el cobre, la plata y el oro, aunque puede mostrar algunas diferencias con ellos. Se cree que el roentgenio es un sólido a temperatura ambiente y que tiene aspecto metálico en su estado regular.

## Usos
Estos metales, especialmente la plata, tienen propiedades inusuales que los hacen imprescindibles para aplicaciones industriales fuera de su valor monetario o decorativo. Todos ellos son excelentes conductores de electricidad.   Los metales más conductores (en volumen) son la plata, el cobre y el oro, por este orden.  La plata es también el elemento más conductor térmico y el que más refleja la luz. Además, la plata tiene la inusual propiedad de que el deslustre que se forma en ella sigue siendo altamente conductor de la electricidad.
El cobre se utiliza mucho en el cableado y los circuitos eléctricos. Los contactos de oro se encuentran a veces en equipos de precisión por su capacidad de permanecer libres de corrosión. La plata se utiliza ampliamente en aplicaciones de misión crítica como contactos eléctricos, y también se utiliza en fotografía (porque el nitrato de plata se convierte en metal al exponerse a la luz), agricultura, medicina, audiófilo y aplicaciones científicas.
El oro, la plata y el cobre son metales bastante blandos, por lo que se dañan fácilmente en su uso diario como monedas. Los metales preciosos también pueden desgastarse fácilmente con el uso. En sus funciones numismáticas, estos metales deben ser aleados con otros metales para proporcionar a las monedas una mayor durabilidad. La aleación con otros metales hace que las monedas resultantes sean más duras, menos propensas a deformarse y más resistentes al desgaste.
Monedas de oro: Las monedas de oro suelen fabricarse con un 90% de oro (por ejemplo, en las monedas estadounidenses anteriores a 1933), o con 22 quilates. (91,66%) de oro (por ejemplo, las actuales monedas de colección y los Krugerrand), y el cobre y la plata constituyen el peso restante en cada caso.  Se están produciendo monedas de oro en lingotes con hasta un 99,999% de oro (en la serie Canadian Gold Maple Leaf).
Monedas de plata: Las monedas de plata suelen producirse con un 90% de plata -en el caso de las monedas acuñadas en EE. UU. antes de 1965 (que circularon en muchos países), o plata de ley (92,5%) en el caso de las monedas anteriores a 1920 de la Commonwealth británica y otras monedas de plata, y el cobre constituye el peso restante en cada caso. Las antiguas monedas europeas solían producirse con un 83,5% de plata. Las monedas modernas de lingotes de plata suelen producirse con una pureza que varía entre el 99,9% y el 99,999%.
Monedas de cobre: Las monedas de cobre suelen tener una pureza bastante elevada, en torno al 97%, y suelen estar aleadas con pequeñas cantidades de zinc y estaño.
La inflación ha hecho que el valor nominal de las monedas caiga por debajo del valor en moneda fuerte de los metales utilizados históricamente. Esto había llevado a que la mayoría de las monedas modernas estuvieran hechas de metales básicos - cobre níquel (alrededor de 80:20, de color plateado) son populares, así como el níquel-latón (cobre (75), níquel (5) y zinc (20), de color dorado), el manganeso-latón (cobre, zinc, manganeso y níquel), el bronce o el simple acero chapado.

## Función biológica y toxicidad
El cobre, aunque tóxico en cantidades excesivas, es esencial para la vida. Se encuentra en la hemocianina, en la citocromo c oxidasa y en la superóxido dismutasa. Se ha demostrado que el cobre tiene propiedades antimicrobianas que lo hacen útil en los pomos de las puertas de los hospitales para evitar la propagación de enfermedades. Se sabe que consumir alimentos en recipientes de cobre aumenta el riesgo de toxicidad por cobre. La enfermedad de Wilson es una afección genética en la que una proteína importante para la excreción del exceso de cobre sufre una mutación que hace que el cobre se acumule en los tejidos corporales, provocando síntomas como vómitos, debilidad, temblores, ansiedad y rigidez muscular.
El oro y la plata elementales no tienen efectos tóxicos conocidos ni uso biológico, aunque las sales de oro pueden ser tóxicas para el tejido hepático y renal. Al igual que el cobre, la plata también tiene propiedades antimicrobianas. El uso prolongado de preparados que contienen oro o plata también puede conducir a la acumulación de estos metales en los tejidos corporales; los resultados son condiciones de pigmentación irreversibles pero aparentemente inofensivas conocidas como crisiasis y argiria respectivamente.
Debido a su corta vida y a su radiactividad, el roentgenio carece de utilidad biológica, pero es probable que sea extremadamente nocivo por su radiactividad.